# Gare d'Arcy-sur-Cure
La gare d'Arcy-sur-Cure est une gare ferroviaire française de la ligne de Cravant - Bazarnes à Dracy-Saint-Loup, située sur le territoire de la commune d'Arcy-sur-Cure dans le département de l'Yonne, en Bourgogne-Franche-Comté. 
C'est une halte ferroviaire de la Société nationale des chemins de fer français (SNCF), desservie par des trains TER Bourgogne-Franche-Comté.

## Situation ferroviaire
Établie à 129 m d'altitude, la gare d'Arcy-sur-Cure est située au point kilométrique (PK) 204,819 de la ligne de Cravant - Bazarnes à Dracy-Saint-Loup, entre les gares, désormais fermées, de Lucy-sur-Cure - Bessy et de Voutenay. La gare d'Arcy-sur-Cure se situe entre celles, toujours ouvertes, de Vermenton et de Sermizelles - Vézelay.
Elle est équipée d'un quai, le quai « 1 », pour la voie « Directe », qui dispose d'une longueur utile de 147 m (un document de 2016 indique 54 m de longueur totale).

## Histoire
La gare d'Arcy-sur-Cure a été fermée en 2015. Après des protestations et des concertations locales, la réouverture d'essai a eu lieu pour la période de février à septembre 2016,,. Depuis lors, la gare est toujours desservie de façon ininterrompue.

## Service des voyageurs

### Accueil
Halte SNCF, c'est un point d'arrêt non géré (PANG) à accès libre.

### Desserte
Arcy-sur-Cure est desservie par des trains TER Bourgogne-Franche-Comté qui effectuent des missions entre les gares de Paris-Bercy, ou de Laroche - Migennes, et d'Avallon.

### Intermodalité
Le stationnement de véhicules est possible à proximité. La commune d'Arcy-sur-Cure est également desservie par des cars TER Bourgogne-Franche-Comté à tarification SNCF, qui circulent entre les gares de Cravant - Bazarnes, ou d'Auxerre-Saint-Gervais, et d'Avallon. L'arrêt d'autocar se situe en contrebas de la gare SNCF, le long de la D606 qui traverse le village.